# Gare de Morcenx
La gare de Morcenx est une gare ferroviaire française, située à proximité du centre-ville de Morcenx, dans le département des Landes en région Nouvelle-Aquitaine.
Elle est mise en service en 1854 par la Compagnie des chemins de fer du Midi et du Canal latéral à la Garonne. 
C'est une gare de la Société nationale des chemins de fer français (SNCF), desservie par des trains régionaux TER Nouvelle-Aquitaine.

## Situation ferroviaire
La gare de Morcenx dépend de la région ferroviaire de Bordeaux. Gare de bifurcation, elle est située au point kilométrique (PK) 108,542 de la ligne de Bordeaux-Saint-Jean à Irun, entre les gares de Labouheyre et de Rion-des-Landes et elle est l'origine de la ligne de Morcenx à Bagnères-de-Bigorre, avant la gare ouverte d'Arengosse. Son altitude est de  74 m.
Elle est équipée de deux quais, le quai 1 pour la voie 1 et le quai 2 pour les voies 2 et 3, d'une longueur utile de 458 m.

## Histoire
La Compagnie des chemins de fer du Midi et du Canal latéral à la Garonne a mis en service la station de Morcenx lors de l'ouverture du tronçon de Lamothe à Dax le 12 novembre 1854. La gare est édifiée dans la lande à trois kilomètres du bourg centre de la commune de Morcenx.
Elle est devenue une gare de bifurcation lors de l'ouverture du tronçon de Morcenx à Saint-Martin-d'Oney le 12 janvier 1857. Le tronçon suivant, qui prolonge l'embranchement jusqu'à Mont-de-Marsan, a été mis en service le 6 septembre 1857. Cette ligne permet de rejoindre Tarbes lors de l'ouverture du dernier tronçon de Riscle à Tarbes le 24 septembre 1859.
Le trafic prenant de l'importance, le buffet a été agrandi en 1865. La Compagnie a utilisé l'espace disponible près de la gare pour construire des logements pour les cheminots. Elle a créé et développé une école gratuite ouverte aux enfants des employés de la Compagnie du Midi, mais également ouverte aux enfants de Morcenx et des environs, ce qui l'a amenée à récupérer les élèves sur 27 kilomètres dans les trois directions permises par les lignes de chemin de fer. L'école et la gare étaient contigus, un jardin la séparant des voies ; une porte dans la clôture permettait aux enfants de rejoindre directement les quais pour prendre le train vers les stations proches de leur domicile. Le quartier de la gare prend tellement d'importance que la mairie de la commune y est implantée en 1886 et devient chef-lieu de canton en 1888 ; l'église de l'ancien bourg centre étant trop éloignée pour la population, un nouvel édifice a été consacré en 1893.
En 1889, la gare a vu arriver un nouveau trafic avec l'ouverture de la ligne secondaire, à écartement standard, de Morcenx à Mézos par la Société des chemins de fer d'Il du département des Landes (CFILL), qui a ouvert la même année sa ligne de Sindères (Morcenx) à Uza, qui sera prolongée en 1908 jusqu'à Lit-et-Mixe.
La gare est le point d'arrivée du parcours d'essai ayant abouti au record de vitesse sur rail, réalisé le 28 mars 1955 par la SNCF à 320,6 km/h[réf. nécessaire], avec la locomotive électrique CC 7107 (Alstom), entre  la gare de Facture-Biganos et celle de Morcenx sur la ligne de Bordeaux-Saint-Jean à Irun, record battu le lendemain par la BB 9004 à la vitesse de 331 km/h.
En 2016, selon les estimations de la SNCF, la fréquentation annuelle de la gare était de 142 505 voyageurs.
En 2019, selon les estimations de la SNCF, la fréquentation annuelle de la gare était de 173 007 voyageurs contre 147 913 en 2018.

## Service des voyageurs

### Accueil
Gare SNCF, elle dispose d'un bâtiment voyageurs, avec guichet, ouvert tous les jours. Elle est équipée d'automates pour l'achat de titres de transport.

### Desserte
Morcenx est desservie par des trains TER Nouvelle-Aquitaine, qui effectuent des missions entre les gares de Bordeaux-Saint-Jean, et d'Hendaye ou de Mont-de-Marsan.

### Intermodalité
Un parking pour les véhicules est aménagé.

## Service des marchandises
Cette gare est ouverte au service du fret (train massif et wagons isolés pour certains clients).

## Galerie de photos

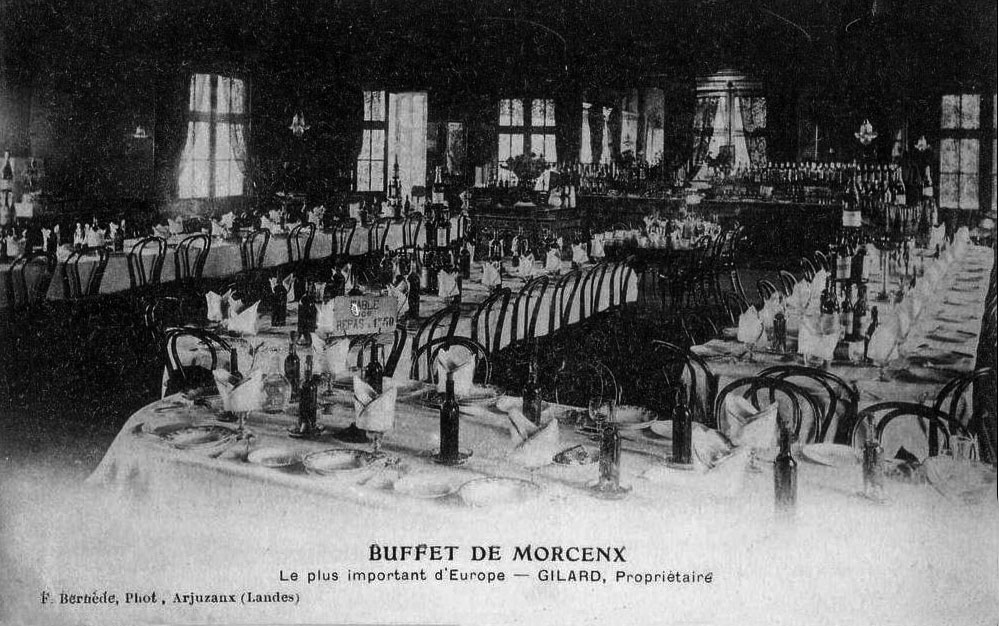
Intérieur du buffet de la gare vers 1900.
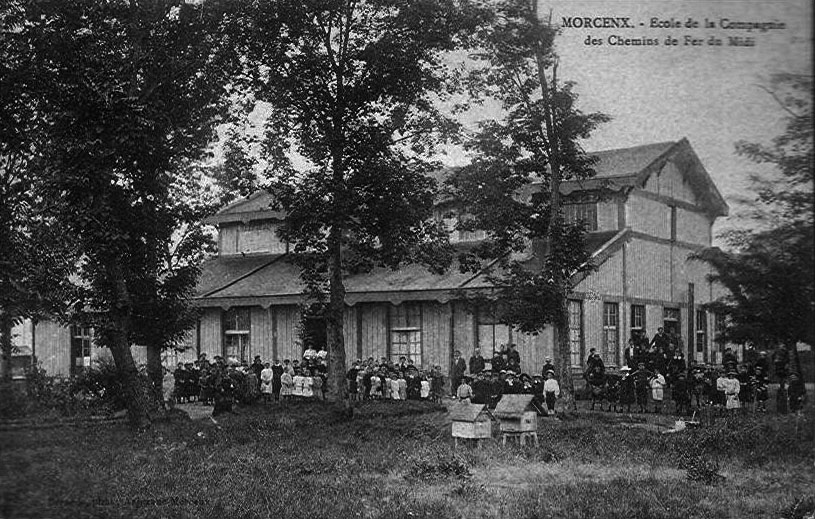
École de la compagnie près de la gare vers 1900.